# Обо (национальный парк)
Природный парк Обо (порт. Parque Natural Ôbo) — национальный парк в островном государстве Сан-Томе и Принсипи, занимает площадь 235 км² (30 % территории острова) Сан-Томе в его южной части и 65 км² острова Принсипи. Относится к категории национальных парков IUCN. На большом острове Сан-Томе он занимает всю площадь округа Ми-Сочи, и большую часть округов Кауи и Лемба. Название парка происходит от ангольских диалектов.

## Эмблема
Логотип парка представляет собой зелёную печать с названием парка Obô и надписью синего цвета внизу «Национальный парк», на английском и португальском языках.

## География
Национальный парк основан в 2006 году и был единственной территорией, защищенной на государственном уровне. В настоящее время существует ещё одна охраняемая территория, созданная в 2012 году — Биосферный заповедник острова Принсипи — защищается на международном уровне.
Пик Кан-Гранде на юге центральной части парка на острове Сан-Томе и резко поднимается в форме иглы на высоту 300 метров (980 футов) над окрестностями и достигает 663 метра (2175 фута) над уровнем моря.
На территории парка находятся поселки Бомбаим, который находится рядом с самой высокой вершиной точкой страны, Бом-Саксессо, на северу от Порто-Алегре и посёлок Сан-Мигель на западе.
Парк известен на международном уровне среди природоохранных организаций за его богатые девственные тропические леса. Он также характеризуется широким диапазоном биотопов, от низинных и горных лесов, до мангровых зарослей и саванн, которые способствуют его уникальной экосистеме. Парк включает в себя девственные атлантические высокогорные тропические леса и вторичный тропический лес (известный местным жителям как «капоэйра»), который содержит заброшенные плантации.
В 1988 году ученые отнесли леса Сан-Томе и Принсипи как вторые по значимости в биологическом плане из 75 лесов Африки; большинство видов, найденных на острове, присутствуют только на территории национального парка. Всемирный фонд дикой природы занес леса в список 200 наиболее важных биологических районов планеты, также эти леса упоминаются в списке ключевых орнитологических территорий (IBA) в Африке.
Среднегодовое количество осадков 2493 миллиметра (98 ″). Территории парка лежат на высоте 0 метров (0 футов) — 1973 метра (6473 фута).